# Laurent Pokou
Laurent Pokou   (Treichville, 8 d'octubre de 1947 - Cocody, 13 de novembre de 2016) és un exfutbolista ivorià de la dècada de 1970.
Fou internacional amb la selecció de futbol de Costa d'Ivori, per la qual va marcar 14 gols en la Copa d'Àfrica de Nacions del 1968 i 1970. Pel que fa a clubs, destacà a Stade Rennais F.C.
Trajectòria com a entrenador:
- 1980: ASEC Abidjan
- 1982-1983: Rio-Sports d'Anyama
- 1985: Manufacture Africaine d'Abidjan
- 1988: Union Sportive de Yamoussoukro

El 2023, el nou estadi de la ciutat de San-Pédro a Costa d'Ivori va rebre en seu honor el nom d'Estadi Laurent Pokou.